# Josep Llimona i Bonafont
Josep Llimona i Bonafont   (Barcelona, 1825 - 29 de gener de 1889) fou un emprenedor i industrial català del segle xix. També era músic professional i amic de Manuel de Falla i Enric Granados.

## Biografia
Fill de Josep Llimona i Francisca Bonafont, es va casar amb Josepa Bruguera i Casamitjana. El matrimoni tingué una nombrosa descendència, però només van sobreviure els artistes Joan i Josep, l'empresari Alfons i la filla petita Enriqueta (no obstant això, Alfons i Enriqueta van morir molt joves). Fou l'avi de les també artistes Mercè Llimona i Raymat, Núria Llimona i Raymat, i Maria Llimona i Benet, i de l'artista Rafael Llimona i Benet.
Josep Llimona ja havia treballat en tasques de responsabilitat a la fàbrica de Jacint Barrau, inventor del teler que porta el seu nom. La seva fàbrica passava dificultats i la feu reeixir, quan el 1868 s'establí pel seu compte després de comprar-li la patent a l'estat espanyol.
Llimona va obrir una fàbrica al carrer de les Carretes, 76 de Barcelona, que va dirigir fins a la seva mort el 1888 sense destacar gaire. Els seus fills van continuar el negoci sota la raó social Hereus de Josep Llimona.